# Obergröningen
Obergröningen è un comune tedesco di 431 abitanti  situato nel land del Baden-Württemberg.